# Fernande Sadler
Fernande Sadler (n. 7 iulie 1869, Toul, Meurthe, Franța – d. 2 decembrie 1949, Nemours, Île-de-France, Franța) a fost o pictoriță-gravor franceză. A înființat colecția de artă la Grez-sur-Loing⁠(d) și a devenit primarul acelui oraș în 1945.

## Viața
Sadler s-a născut pe 7 iulie 1869 la Toul.

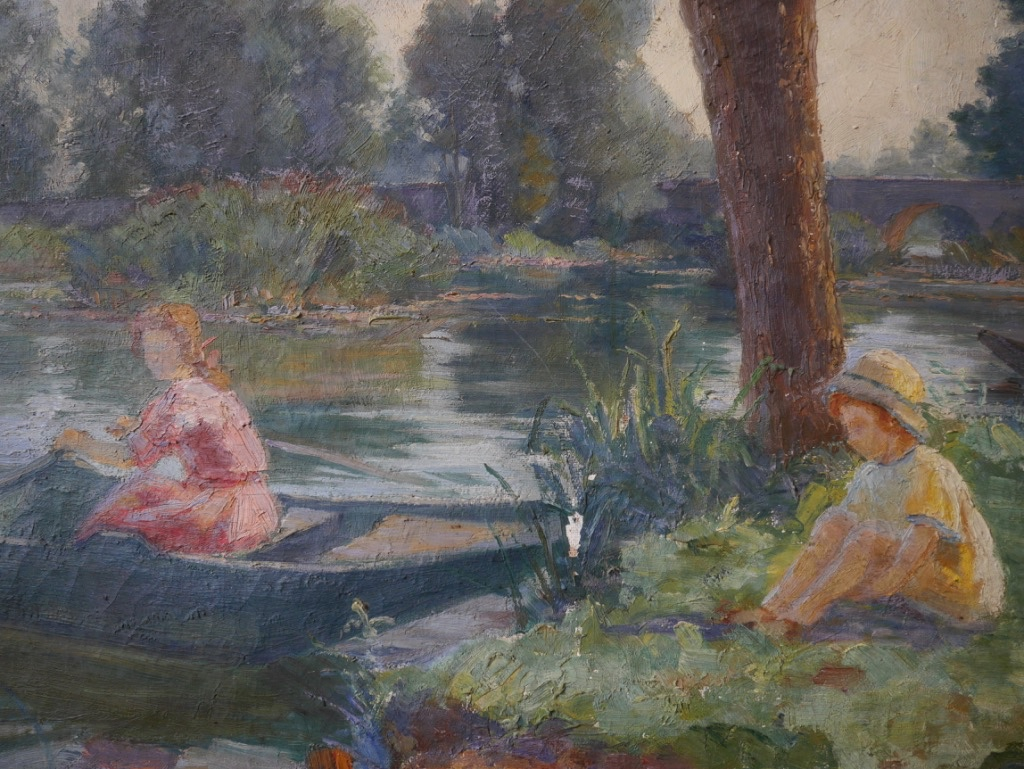
Fete tinere pe malul Loing – Ulei pe pânză

S-a format la Academia Julian și a studiat cu Marcel Baschet⁠(d) și Henri Lucien Doucet⁠(d). A expus la Saloanele din Nancy și Paris. A început la Salonul de la Paris în 1894 și a expus picturi în miniatură la Salonul de la Nancy.
Și-a stabilit reședința în Grez-sur-Loing⁠(d) și a pictat tablouri din zonă. Orașul era popular printre artiști, precum Glasgow Boys⁠(d). În 1910, a început să colecționeze tablouri pentru oraș, la sugestia și donațiile ale lui Charles Moreau-Vauthier. Muzeul local găzduiește acum colecția care primește în continuare donații de la artiștii vizitatori.
Și-a arătat interesul pentru artă documentând rolul artiștilor locali și al celor care veneau în vizită. În 1907, a primit o medalie de argint din partea Société de Géographie pentru monografia sa despre artiștii din Grez-sur-Loing. Sadler a devenit primarul Grez-sur-Loing în 1945. Orașul are autoportretul ei în colecția sa.
Sadler a murit în 1949 la Nemours.